# 불가르인

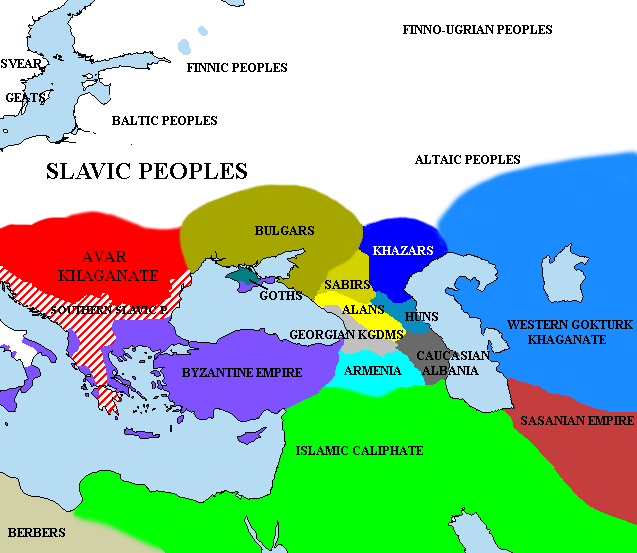
650년경 비잔티움 제국과 그 주변

불가르인은 서기 5~7세기에 폰토스-카스피 스텝과 볼가강 유역에서 번성한 튀르크계 반유목민족이다. 점차 서진해 온 이들은 7세기 초에는 흑해 북쪽에 고대 대불가리아로 불리는 정체를 형성하고 있었으나 하자르 제국에 밀려나 7세기 말 소스키타이를 거쳐 오늘날의 불가리아 지역에 정착하여 불가리아 제1제국을 형성하였다. 이후 이들은 비잔틴 제국과 상호작용하면서 토착의 비잔틴인이나 슬라브족과 동화된 끝에 슬라브화되어 오늘날 불가리아인의 원형이 되었다.

## 같이 보기
- 불가르어
- 유라시아 유목민
- 불가리아의 역사
- 튀르크족의 이주

## 참고 자료
- Eremian, Suren. Reconstructed map of Central Asia from ‘Ashharatsuyts’.
- Shirakatsi, Anania, The Geography of Ananias of Sirak (Asxarhacoyc): The Long and the Short Recensions. Introduction, Translation and Commentary by Robert H. Hewsen. Wiesbaden: Reichert Verlag, 1992. 467 pp. ISBN 978-3-88226-485-2
- Bakalov, Georgi. Little known facts of the history of ancient Bulgarians. Science Magazine. Union of Scientists in Bulgaria. Vol. 15 (2005) Issue 1. (in Bulgarian)
- Dobrev, Petar. Unknown Ancient Bulgaria. Sofia: Ivan Vazov Publishers, 2001. 158 pp. (in Bulgarian) ISBN 954-604-121-1